# News Corp
News Corporation (oficialmente conocida y cuyo nombre comercial es News Corp) es una compañía estadounidense de entretenimiento, formada como un spin-off de la original News Corporation (fundada por Rupert Murdoch en 1979) centrada en los periódicos y las publicaciones.
Es una de las dos compañías que sucedieron a la anterior News Corporation, junto con 21st Century Fox, que consistía en las antiguas propiedades de transmisión y medios de la News Corporation, como Fox Entertainment Group. La escisión se estructuró de modo que 21st Century Fox sería el sucesor legal y la continuación de la antigua News Corporation, y la nueva News Corp es una compañía completamente nueva formada por un desdoblamiento de acciones.
Sus activos más destacados incluyen Dow Jones & Company (editor de The Wall Street Journal), News UK (editor de The Sun y The Times), News Corp Australia, Realtor.com, así como el editor de libros HarperCollins.